# Třída Etorofu
Třída Etorofu (japonsky 択捉型 Etorofu gata) byla třída čtrnácti kaibókanů japonského císařského námořnictva, postavených v letech 1942 až 1944 podle projektu E19. I když hlavním účelem těchto jednotek měl být doprovod konvojů, ponechaly si víceúčelovost předchozí třídy Šimušu, od které se lišily pouze drobným zjednodušením konstrukce.
Všech čtrnáct jednotek se zúčastnilo druhé světové války v Pacifiku. Konce války se dočkalo šest jednotek – z toho dvě vážně poškozené. Šest z osmi ztracených jednotek (a jednu poškozenou) měly na svědomí americké ponorky, jedna byla potopena (a druhá těžce poškozena) letadly a jedna najela na minu. Obě poškozené jednotky byly po válce sešrotovány. Zbývající čtyři se po válce podílely na repatriačních plavbách a poté byly jako válečné reparace nabídnuty vítězným mocnostem: Spojené státy a Velká Británie svoje jednotky sešrotovaly, ale Čínská republika obě získané jednotky zařadila do služby. Jedné z nich se během občanské války zmocnila Čínská lidová republika, která ji následně vyřadila až v roce 1982.
Jednotky třídy Etorofu byly pojmenovány po ostrovech Japonského císařství.

## Pozadí vzniku
V rámci „třetího doplňovacího programu pomocných plavidel“ (第三次補充計画 ~ Dai–san–dži hodžú keikaku, či neoficiálně „program třetího kruhu“ ~ マル3計画 ~ Maru san keikaku) z roku 1937 získalo japonské císařské námořnictvo čtyři víceúčelová plavidla třídy Šimušu, která se terciárně dala použít i pro protiponorkový boj. Poté se japonské císařské námořnictvo opět vrátilo k myšlence „loďstva rozhodující bitvy“ (艦隊決戦 Kantai kessen) a ohrožení vlastní námořní přepravy ponorkami – a s tím související potřebu dalších protiponorkových a doprovodných plavidel (až na skromnou výstavbu stíhačů ponorek) – ignorovalo.
S vidinou blížící se války v Pacifiku přehodnotil Gunreibu priority stavby nových plavidel a 28. července 1941 odsouhlasil urgentní program výstavby válečných plavidel – známý jako Maru kjú keikaku (マル急計画 ~ Program urgentního kruhu). Ten měl řešit stavbu 293 nejpotřebnějších plavidel a jeho součástí bylo i třicet doprovodných plavidel: čtrnáct menšího typu A a šestnáct většího typu B.
V rozpočtu figurovaly oba typy společně: třicet jednotek po 1200 T standardního výtlaku a s cenou 5 112 000 ¥ za jednotku. Ve skutečnosti ale typ A – budoucí třída Etorofu – měl projektovaný standardní výtlak 860 T a rozdíl byl opět použit ke krytí skutečných nákladů a velikosti bitevních lodí třídy Jamato.
Gunreibu požadoval víceúčelová plavidla s rychlostí 19,7 uzlů (36,48 km/h) vyzbrojená třemi 120mm kanóny a jedním vrhačem hlubinných náloží. I když doprovod konvojů se stal primárním úkolem, požadovaná rychlost byla nízká a protiponorková i protiletadlová výzbroj nedostatečná. Opět se počítalo se stavbou plavidel v menších soukromých loděnicích. Aby mohla stavba začít co nejdříve, byly do původního projektu (E 15) zaneseny pouze drobné změny pro zjednodušení konstrukce. Výsledkem byl projekt E 19: pořád příliš složitý pro masovou výrobu (v porovnání s následujícími třídami), ale přece jen jednodušší. Zjednodušení přídě a zádě umožnilo snížit pracnost stavby trupu na 70 000 člověkodní (oproti 90 000 u třídy Šimušu). Další zjednodušení se týkalo nástavby.

## Konstrukce

### Trup
Trup projektu E 19 vycházel z původního trupu E 15 (Šimušu) s přepracovanou přídí a zádí. Ponechal si dvojité dno i zesílení obšívky na vodorysce pro službu v arktických oblastech. Nová příď byla rovná (namísto tvarování do „S“) s převisem a změnilo se i vedení ocelových lan paravánů. Nová záď byla kolmá a rovněž tvar zádě pod vodoryskou byl přepracován pro snížení odporu. Díky tomu se podařilo udržet stejnou rychlost se stejnou pohonnou soustavou i při navýšení standardního výtlaku o 10 T. Polovyvážené kormidlo bylo nahrazeno vyváženým.
Úpravami přídě a zádě se celková délka trupu zmenšila o 0,3 m na hodnotu 77,7 m.

### Nástavba
Podlouhlá nástavba na hlavní palubě rovněž vycházela z projektu E 15. Největších změn doznaly můstek a komín. Můstek si ponechal čtyři úrovně (horní paluba, horní můstková paluba s protiletadlovými platformami po stranách, navigační můstek a platforma dálkoměru), ale nově byla přední strana můstku téměř kolmá (oproti výrazně dopředu vybíhající horní můstkové palubě a navigačnímu můstku u třídy Šimušu). Otevřená plošina v zadní části navigačního můstku byla prodloužena až k přední noze třínožkového stěžně, který se nacházel za můstkem. I na Etorofu byla čtvrtá (nejvýše umístěná) úroveň můstku vyhrazena pro třímetrový zakrytovaný dálkoměr a binokulár.
Lodě dokončené přibližně do června 1943 měly stejný třínožkový stěžeň, jako třída Šimušu. Následující jednotky již rovnou obdržely upravený stěžeň s plošinou pro radar a pouze dvěma ráhny. Za stěžněm se nacházela platforma 75cm světlometu a anténa radiozaměřovače byla přesunuta až za světlomet.
Komín za platformou světlometu byl odkloněný dozadu a měl stejný průřez po celé výšce. Za komínem se nacházel zadní stěžeň (který byl vyšší, než u třídy Šimušu) a za ním 120mm kanón číslo 2.
Pro službu v arktických oblastech si třída Etorofu ponechala dva pomocné kotle a parovody pro vytápění a odmrazování.

### Pohon
Stejně jako u třídy Šimušu byly jako pohonná jednotka zvoleny dva diesely 22-gó 10-gata, které roztáčely dvě hřídele s lodními vrtulemi – a to až na 510 otáček za minutu při celkovém výkonu 4 200 koňských sil (~ 3 089,1 kW). I při nižším výkonu se podařilo (díky tvarování trupu) udržet maximální rychlost 19,7 uzlů (36,48 km/h).
Výfukové plyny byly odváděny komínem umístěným na nástavbě za platformou světlometu.

### Výzbroj
Výzbroj odpovídala třídě Šimušu, pouze došlo ke zdvojnásobení počtu nesených hlubinných náloží. Dělostřeleckou výzbroj tvořily tři 45-kaliberní 120mm kanóny typu 3. roku v jednohlavňových lafetacích modelu G. Jeden kanón byl umístěn na přední palubě, druhý na zadní části nástavby za zadním stěžněm a třetí na horní palubě na zádi.
Protiletadlovou výzbroj zpočátku představovaly čtyři 25mm kanóny typu 96 ve dvou dvouhlavňových lafetacích na plošinách po stranách můstku.
Pro protiponorkový boj byl na zádi instalován jeden dvojnásobný (Y砲 Y-hó, čili Y-gun) vrhač typu 94 (爆雷投射機 bakurai tóšaki) s nabíječem modelu 3 (爆雷装填台三型 bakurai sótendai san-gata) a šest jednorázových skluzavek (爆雷投下台 bakurai tókadai nebo 手動投下台 šudó tókadai; tři na levoboku, tři na pravoboku). Celkem bylo neseno až 36 hlubinných pum typu 95 (爆雷 bakurai).

## Pozdější modifikace

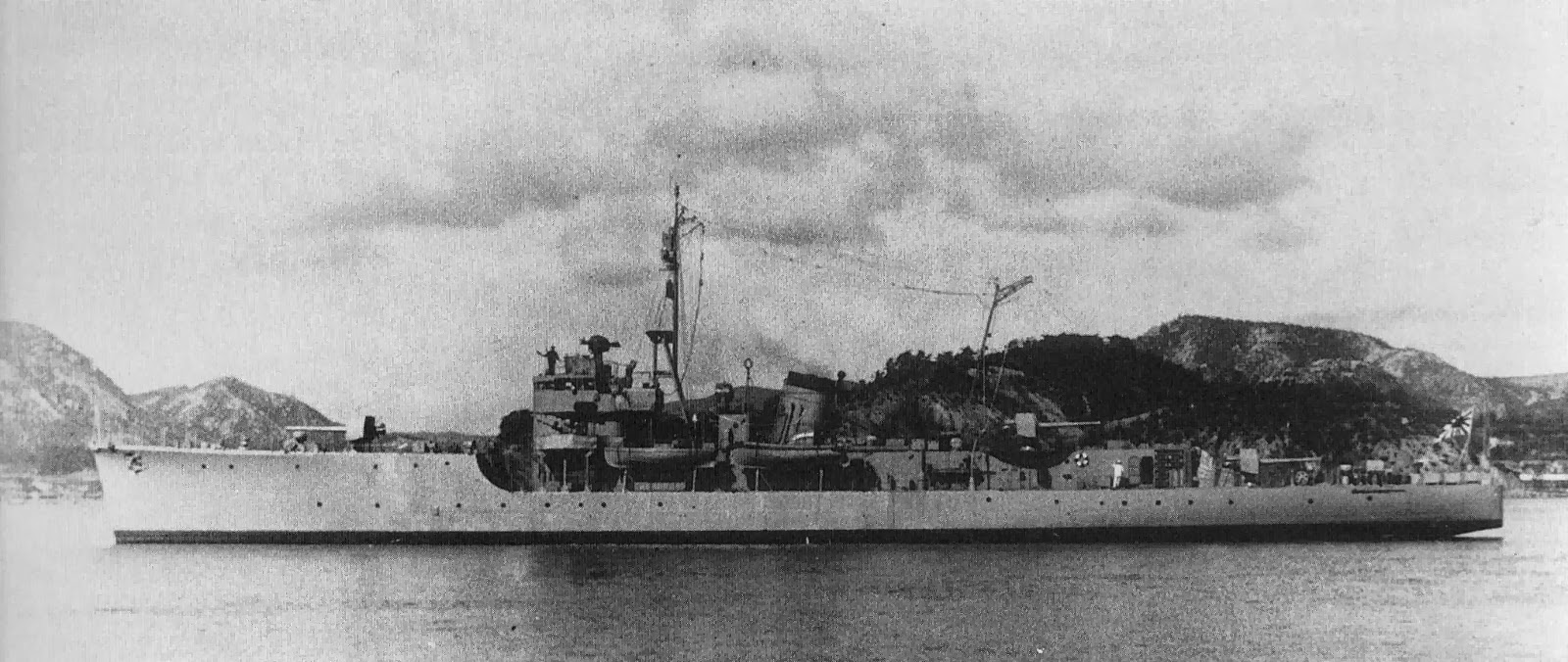
Mandžu v listopadu 1943 – tedy před nebo v den zařazení do služby. Anténa radaru 22-gó ještě není nainstalována, ale Mandžu již nese upravený přední stěžeň s plošinou pro její instalaci. Nese též pouze jeden (přední) pár paravánů (na boku nástavby pod zadním stěžněm), což ukazuje na zvýšenou kapacitu hlubinných pum. Na zádi se stále ještě nachází jednorázové skluzavky.

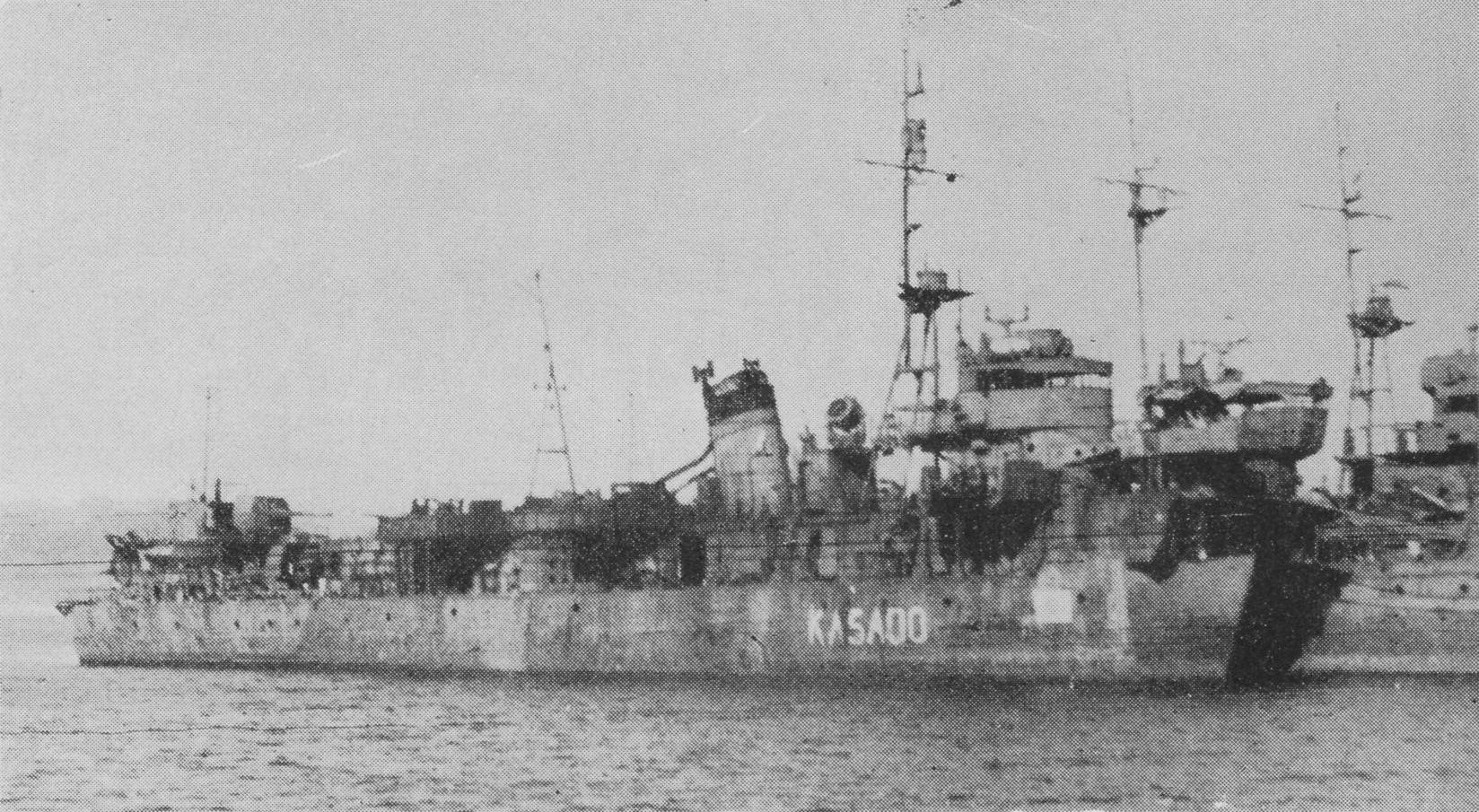
Kasado s provizorní přídí v roce 1947. Na můstku je instalována plošina pro minomet, na předním stěžni je zbytek radaru 22-gó, kdežto zadní stěžeň nenese známky instalace antény radaru 13-gó. 120mm kanón na nástavbě byl odstraněn ve prospěch protiletadlové výzbroje a přes záď přečnívá jedna ze skluzavek hlubinných náloží.

Jednotky dokončované po červnu 1943 již byly rovnou vybaveny novým předním stěžněm s plošinou pro centimetrový přehledový radar typu 22-gó. Nový stěžeň s radarem 22-gó byl dodatečně instalován i na starších jednotkách.
Protiponorková výzbroj byla posílena (aspoň u některých jednotek, u pozdějších jednotek již přímo při stavbě) až na 60 hlubinných náloží, což si vyžádalo odstranění dvou z původně čtyř paravánů. Všech šest jednorázových skluzavek na zádi bylo odstraněno a nahrazeno dvěma klasickými skluzavkami (爆雷投下軌条 bakurai tóka kidžó). Pro napadení ponorek před přídí (hlubinné pumy umožňovaly pouze útok poté, co kaibókan projel nad ponorkou) byl (pravděpodobně koncem 1943 nebo během 1944) instalován jeden 81mm minomet typu 3 na nové plošině zbudované v přední části navigačního můstku.
Stejně jako u třídy Šimušu byla během roku 1944 posílena protiletadlová výzbroj na patnáct 25mm kanónů typu 96 v trojhlavňových lafetacích. První trojče bylo umístěno na nové vyvýšené plošině na přední palubě za 120mm kanónem, protiletadlová dvojčata po stranách můstku byla nahrazena trojčaty a zbylé dva trojhlavňové komplety se nacházely na nových plošinách po obou stranách nástavby za komínem. Po bitvě ve Filipínském moři (červen 1944) došlo u některých jednotek k odstranění 120mm kanónu č.2 (na nástavbě za komínem – doloženo minimálně u Kandžu a Kasado) a vzniklý prostor byl využit k posílení protiletadlové výzbroje:
- u Kandžu dvě 25mm dvojčata, která doplnily dva jednohlavňové 25mm kanóny[5] umístěné pravděpodobně na zadní části nástavby[15] (celkem tedy 5xIII, 2xII a 2xI)[5]
- u Kasado byla původní platforma 120mm kanónu předělána na další protiletadlové platformy (podobně, jako protiletadlové platformy za komínem – jak dokládá poválečná fotografie) a podle Pit-Road na nich měla být instalována další dvojice 25mm trojčat, které doplnily dva jednohlavňové 25mm kanóny na přední palubě (celkem tedy 7xIII a 2xI)[15]

Výsledná skladba výzbroje u přežívajících jednotek se mohla lišit – záleželo totiž i na osobních stycích velitele, či fukučó (副長 ~ výkonný důstojník) s lidmi v loděnici a kromě odlišných instalací 25mm kanónů je možná i instalace několika kusů jednohlavňových 13,2mm kulometů typu 93.
Instalace metrového přehledového radaru typu 13-gó je nejistá: Lengerer píše o stejném vybavení jako měla třída Etorofu, což by implikovalo instalaci tohoto radaru i na jednotkách třídy Etorofu a rovněž Pit-Road prezentuje Kandžu a Kasado s radarem 13-gó na zadním stěžni, ale poválečná fotografie poškozené Kasado ukazuje zadní stěžeň bez radaru a bez nosné konstrukce antény.

## Jednotky třídyEtorofu

Vizualizace kariéry jednotlivých jednotek třídy Etorofu v japonském císařském námořnictvu (nezahrnuje případnou další službu)
Stavba od položení kýlu po spuštění na vodu
Dokončování po spuštění na vodu
Ve službě

| Jméno           | Trupové číslo | Loděnice               | Položení kýlu     | Spuštění           | Přijetí do služby  | Osud |
| --------------- | ------------- | ---------------------- | ----------------- | ------------------ | ------------------ | --- |
| Etorofu (択捉)  | 310           | Hitači, Ósaka          | 23. března 1942   | 29. ledna 1943     | 15. května 1943    | Kapitulace ve Wakkanai, Hokkaidó; 5. října 1945 vyškrtnuta; 5. srpna 1947 předána USN a téhož roku sešrotována v Kure |
| Macuwa (松輪)   | 311           | Micui, Tamano          | 20. února 1942    | 13. listopadu 1942 | 23. března 1943    | 22. srpna 1944 potopena ponorkou USS Harder u vjezdu do Manilské zátoky |
| Sado (佐渡)     | 312           | Nippon Kókan, Jokohama | 21. února 1942    | 28. listopadu 1942 | 27. března 1943    | 22. srpna 1944 potopena ponorkou USS Haddo u vjezdu do Manilské zátoky |
| Oki (隠岐)      | 313           | Uraga, Jokohama        | 27. února 1942    | 20. října 1942     | 28. března 1943    | 20. listopadu 1945 vyškrtnuta; 29. srpna 1947 předána námořnictvu Čínské republiky, kde sloužila pod jménem Ku-an; 1949 získána námořnictvem Čínské lidové osvobozenecké armády, kde sloužila jako Čchang-pchej; 1982 vyřazena a sešrotována |
| Mucure (六連)   | 314           | Hitači, Ósaka          | 25. července 1942 | 10. dubna 1943     | 31. července 1943  | 2. září 1943 potopena ponorkou USS Snapper severně od atolu Truk |
| Iki (壱岐)      | 315           | Micui, Tamano          | 2. května 1942    | 5. února 1943      | 31. května 1943    | 24. května 1944 potopena ponorkou USS Raton západně od Sarawaku |
| Cušima (対馬)   | 316           | Nippon Kókan, Jokohama | 20. června 1942   | 20. března 1943    | 28. července 1943  | Kapitulace v Sasebu; 5. října 1945 vyškrtnuta; 31. července 1947 předána námořnictvu Čínské republiky, kde sloužila pod jménem Lin-an; 1963 vyřazena                                                                                         |
| Wakamija (若宮) | 317           | Micui, Tamano          | 16. července 1942 | 19. dubna 1943     | 10. srpna 1943     | 23. listopadu 1943 potopena ponorkou USS Gudgeon ve Východočínském moři poblíž Tchaj-čou |
| Hirado (平戸)   | 318           | Hitači, Ósaka          | 2. listopadu 1942 | 30. června 1943    | 28. září 1943      | 12. září 1944 potopena ponorkou USS Growler v Jihočínském moři, severovýchodně od Paracelských ostrovů |
| Fukue (福江)    | 319           | Uraga, Jokosuka        | 30. října 1942    | 2. dubna 1943      | 28. června 1943    | Kapitulace v Óminato; 5. října 1945 vyškrtnuta; 16. července 1947 předána Royal Navy a následně sešrotována |
| Amakusa (天草)  | 321           | Hitači, Ósaka          | 5. dubna 1943     | 30. září 1943      | 20. listopadu 1943 | 9. srpna 1945 potopena v Onagawské zátoce (Onagawa, Mijagi) Corsairem 1841. squadrony FAA z HMS Formidable |
| Mandžu (満珠)   | 323           | Micui, Tamano          | 15. února 1943    | 31. července 1943  | 30. listopadu 1943 | 3. dubna 1945 těžce poškozena Liberatory USAAF v Hongkongu. Dosedla na dno, ale následně byla opět vyzdvižena. Do kapitulace neopravena, sešrotována 1946                                                                                    |
| Kandžu (干珠)   | 325           | Uraga, Jokosuka        | 8. dubna 1943     | 7. srpna 1943      | 30. října 1943     | 15. srpna 1945 najela na minu u Wonsanu, následně potopena vlastní posádkou |
| Kasado (笠戸)   | 330           | Uraga, Jokosuka        | 10. srpna 1943    | 9. prosince 1943   | 27. února 1944     | Poškozená kapitulovala v Otaru, Hokkaidó. 30. listopadu 1945 vyškrtnuta a sešrotována 1948 |